# Enargia punctirena
Enargia punctirena là một loài bướm đêm trong họ Noctuidae.